# Den talende muse
Den talende muse er en dansk portrætfilm fra 2003, der er skrevet og instrueret af Torben Skjødt Jensen.

## Handling
Asta Nielsen var dansk stumfilms ukronede dronning og verdens første filmdiva. Fra det sensationelle gennembrud som forførende danserinde i skandalesuccesen Afgrunden (1910) og frem til sidste halvdel af 1930'erne, hvor hun i et kvart århundrede tillige havde været tysk films store femme fatale, var Die Asta helt fremme i rampelyset. Men da hun døde i 1972, 91 år gammel, havde hun i en lille menneskealder ført en tilbagetrukket tilværelse og stort set ikke talt offentligt om sit private liv. I dette biografiske filmportræt kastes nyt lys på dunkle punkter i historien om Die Asta, dels gennem et overflødighedshorn af arkivmateriale, dels i kraft af en samling hidtil ukendte lydbånd med telefonsamtaler, som Asta Nielsen førte med vennen Frede Schmidt i årene 1957-59.